# Elatha
En la mitología irlandesa, Elatha, Elotha, Elier o Elada (ortografía moderna: Ealadha) fue un rey de los fomorianos. Algunos textos lo consideran esposo de Ériu de la tribu Tuatha Dé Danann y padre de Bres, así como de Delbaeth, Ogma, Elloth. Las imágenes que lo rodean sugieren que alguna vez pudo haber sido un dios del sol o de la luna.

## Historia
No era un fomoriano común, sino que era rubio y hermoso.
Un día, en la orilla del mar, se encontró con Ériu, una diosa Tuatha Dé Danann, con la que concibió un hijo, Bres. Tras esto Eri volvió con los suyos, pero no reveló a nadie la paternidad del niño.
Tiempo después, cuando su hijo fue destituido como rey, Bres junto a su madre fueron a pedirle ayuda, lo que provocó la segunda batalla de Cath Maighe Tuireadh, en la que los Fomoré fueron derrotados y tuvieron que abandonar Irlanda.